# 大萨尔图
大萨尔图是巴西圣保罗州的一个市镇。总面积189.072平方公里，总人口9227人，人口密度48.8人/平方公里。